# Onza
Onza là một giống thú to lớn thuộc họ mèo. Onza được mô tả là loài báo có chân thon, lông màu đen nhưng giống chó sói. Nó khác với sư tử và báo châu Mỹ, mọi người có thể gọi nó là "Hổ châu Mỹ". Chúng thường sống ở México. Những người săn bắt nó luôn luôn cẩn thận tuyệt đối vì loài này rất nhanh nhẹn và tàn ác. Vì ít người quan tâm đến nó nên loài này đã bị tuyệt chủng. Trước khi loài này tuyệt trủng Rô-Bớt E.Mác San đã viết cuốn The Onza, nhưng chả ai tin về điều này. Cho đến khi chúng tuyệt chủng, và con cuối cùng đã bị thợ săn bắn chết.

## Lịch sử
Năm 1938, và một lần nữa vào năm 1986, các động vật giống báo sư tử bị bắn ở Sinaloa đã được xác định là onza. Mẫu vật sống duy nhất đã được kiểm tra đã được đóng góp bởi một chủ trại tên là Andres Murillo. Trong tháng 1 năm 1986, ông bắn con vật mà ông cho là một con báo đốm Mỹ tấn công ông. Song, nó không phải là một con báo đốm, và ông đã mang nó đến Vega, người sở hữu một trang trại gần đó. Nó là một cá thể cái nặng 60 lb (27 kg). Chiều dài cơ thể không bao gồm đuôi là 45 inch (1,1 m) và đuôi là 23 inch (58 cm). Con mèo có bề ngoài của một con báo sư tử với một cơ thể rất mảnh, dài và chân mảnh, dài như chân chó. Người ta đã tìm thấy hươu trong dạ dày của nó, cho thấy nó đã ăn trước đó không lâu. 